# Bob-Weltmeisterschaft 1982
Die 36. Bob-Weltmeisterschaft fand 1982 bereits zum 14. Mal in St. Moritz in der Schweiz statt.

## Männer

### Zweierbob
Datum: 6./7. Februar 1982
Teilnehmer: 30 Mannschaften aus 16 Ländern
| Platz | Land   | Sportler                                   | 1. Lauf min        | 2. Lauf min | 3. Lauf min        | 4. Lauf min | Endzeit min     |
| ----- | ------ | ------------------------------------------ | ------------------ | ----------- | ------------------ | ----------- | --------------- |
| 1     | SUI I  | Erich Schärer Max Rüegg                    | 1:10,27            | 1:10,16     | 1:10,01 Bahnrekord | 1:10,89     | 4:41,33         |
| 2     | SUI II | Hans Hiltebrand Ulrich Bächli              | 1:10,15 Bahnrekord | 1:10,50     | 1:10,54            | 1:10,67     | 4:41,86 +0,53 s |
| 3     | GDR I  | Horst Schönau Andreas Kirchner             | 1:10,39            | 1:10,47     | 1:10,65            | 1:10,49     | 4:42,00 +0,67 s |
| 4     | GDR II | Detlef Richter Dietmar Schauerhammer       | 1:10,62            | 1:10,98     | 1:11,34            | 1:11,22     | 4:44,16 +2,83 s |
| 5     | FRG II | Andreas Weikenstorfer Hans Jürgen Hartmann | 1:10,98            | 1:10,90     | 1:11,42            | 1:11,46     | 4:44,76 +3,43 s |
| 6     | URS II | Jānis Ķipurs Aivars Šnepsts                | 1:11,03            | 1:11,13     | 1:11,02            | 1:12,06     | 4:45,24 +3,91 s |
| 7     | FRG I  | Anton Fischer Franz Niessner               | 1:11,03            | 1:11,13     | 1:11,02            | 1:12,06     | 4:45,24 +4,38 s |
| 8     | AUT II | Franz Paulweber Gerd Zaunschirm            |                    |             |                    |             | 4:45,71 +4,85 s |
| 9     | AUT I  | Fritz Sperling Franz Köfel                 |                    |             |                    |             | 4:45,24         |
| 10    | URS I  | Wjatscheslaw Schawlew Alexander Paschkow   |                    |             |                    |             | 4:46,69         |
| 11    | NED I  | Job van Oostrum John Drost                 |                    |             |                    |             | 4:47,48         |
| 12    | ITA II | Guerrino Ghedina Paolo Lupi                |                    |             |                    |             | 4:48,09         |
| 13    | GBR II | Jonnie Woodall Paddy Bredin                |                    |             |                    |             | 4:48,53         |
| 14    | ITA I  | Marco Bellodis Walter Mattiuz              |                    |             |                    |             | 4:49,45         |
| 15    | CAN I  | James Carr Clarke Flynn                    |                    |             |                    |             | 4:49,67         |
| 16    | SWE I  | Rolf Höglund Jonny Persson                 |                    |             |                    |             | 4:49,87         |
| 17    | USA I  | Tony Carlino Bob Brehel                    |                    |             |                    |             | 4:50,01         |
| 18    | USA II | Bob Hickey Jim Tyler                       |                    |             |                    |             | 4:50,45         |
| 19    | JPN I  | Hiroshi Okachi Shozo Suzuki                |                    |             |                    |             | 4:50,66         |
| 20    | FRA I  | Gerard Christaud Patrick Lachaud           |                    |             |                    |             | 4:50,86         |

### Viererbob
Datum: 13./14. Februar 1982
Teilnehmer: 26 Mannschaften aus 16 Ländern
| Platz | Land   | Sportler                                                                    | 1. Lauf min        | 2. Lauf min | 3. Lauf min | 4. Lauf min | Endzeit min      |  |
| ----- | ------ | --------------------------------------------------------------------------- | ------------------ | ----------- | ----------- | ----------- | ---------------- |  |
| 1     | SUI I  | Silvio Giobellina Heinz Stettler Urs Salzmann Rico Freiermuth               | 1:07,58 Bahnrekord | 1:08,12     | 1:08,07     | 1:08,17     | 4:31,94          |  |
| 2     | GDR II | Bernhard Lehmann Roland Wetzig Bogdan Musiol Eberhard Weise                 | 1:07,89            | 1:08,02     | 1:08,12     | 1:08,93     | 4:32,96 +1,02 s  |  |
| 3     | SUI II | Erich Schärer Franz Isenegger Tony Rüegg Max Rüegg                          | 1:08,01            | 1:08,43     | 1:08,30     | 1:08,41     | 4:33,15 +1,21 s  |  |
| 4     | AUT I  | Fritz Sperling Franz Köfel Andreas Schwab Gerhard Redl                      | 1:08,52            | 1:08,48     | 1:08,56     | 1:08,89     | 4:34,45 +2,51 s  |  |
| 5     | GDR I  | Horst Schönau Andreas Kirchner Dietmar Schauerhammer Hans-Jürgen Gerhardt   | 1:08,25            | 1:08,71     | 1:08,76     | 1:09,00     | 4:34,72 +2,78 s  |  |
| 6     | AUT II | Franz Paulweber Wolfgang Haid Stefan Heis Gerhard Zaunschirm                | 1:08,67            | 1:09,24     | 1:08,66     | 1:09,14     | 4:35,71 +3,77 s  |  |
| 7     | URS II | Jānis Ķipurs Zintis Ekmanis Wladimir Alexandrow Aivars Šnepsts              | 1:09,04            | 1:09,36     | 1:08,72     | 1:09,48     | 4:36,60 +4,66 s  |  |
| 8     | FRG II | Anton Fischer Franz Niessner Uwe Eisenreich Hans Metzler                    | 1:09,55            | 1:09,33     | 1:09,23     | 1:09,33     | 4:37,43 +5,49 s  |  |
| 9     | FRG I  | Andreas Weikenstorfer Josef Gerg Hans Jürgen Hartmann Alexander Wernsdorfer | 1:08,87            | 1:09,59     | 1:09,36     | 1:09,89     | 4:37,71 +5,77 s  |  |
| 10    | GBR II | Jonnie Woodall                                                              | 1:09,57            | 1:09,91     | 1:09,02     | 1:09,48     | 4:37,98 +6,04 s  |  |
| 11    | ITA I  | Marco Bellodis                                                              |                    |             |             |             | 4:38,83 +6,89 s  |  |
| 12    | ITA II | Albino Zambelli                                                             |                    |             |             |             | 4:38,99 +7,05 s  |  |
| 13    | URS I  | Jānis Skrastiņš Wjatscheslaw Schawlew Alexander Paschkow Rihards Kotāns     |                    |             |             |             | 4:39,05 +7,11 s  |  |
| 14    | GBR I  | Malcolm Lloyd                                                               |                    |             |             |             | 4:39,78 +7,84 s  |  |
| 15    | USA I  | Bob Hickey                                                                  |                    |             |             |             | 4:39,84 +7,90 s  |  |
| 16    | FRA I  | Gerard Christaud                                                            |                    |             |             |             | 4:40,68 +8,74 s  |  |
| 17    | JPN I  | Hiroshi Okachi                                                              |                    |             |             |             | 4:41,56 +9,62 s  |  |
| 18    | NED I  | Job van Oostrum                                                             |                    |             |             |             | 4:41,75 +9,81 s  |  |
| 19    | SWE I  | Rolf Höglund                                                                |                    |             |             |             | 4:42,66 +10,72 s |  |
| 20    | ROM I  | Ion Duminicel                                                               |                    |             |             |             | 4:42,82 +10,88 s |  |
| 21    | USA II | Bill Renton                                                                 |                    |             |             |             | 4:43,24 +11,30 s |  |
| ?     | CAN II | Kirby Best                                                                  |                    |             |             |             |                  |  |
| ?     | TPE I  | Dieng-Cheng Wu                                                              |                    |             |             |             |                  |  |
| ?     | JPN II | Takao Sakai                                                                 |                    |             |             |             |                  |  |
| ?     | YUG I  | Nenad Prodanovic                                                            |                    |             |             |             |                  |  |
| -     | CAN I  | James Carr                                                                  | DNF                | DNF         | DNF         | DNF         | DNF              |  |

## Medaillenspiegel
| Platz | Land                            | Gold | Silber | Bronze | Gesamt |
| ----- | ------------------------------- | ---- | ------ | ------ | ------ |
| 1     | Schweiz                         | 2    | 1      | 1      | 4      |
| 2     | Deutsche Demokratische Republik | 0    | 1      | 1      | 2      |